# Нижньококуйське сільське поселення
Нижньококу́йське сільське поселення (рос. Нижнекокуйское сельское поселение) — сільське поселення у складі Балейського району Забайкальського краю Росії.
Адміністративний центр — село Нижній Кокуй.

## Населення
Населення сільського поселення становить 519 осіб (2019; 629 у 2010, 758 у 2002).

## Склад
До складу сільського поселення входять:
| Населений пункт                      | Населення, осіб (2002) | Населення, осіб (2010) |
| ------------------------------------ | ---------------------- | ---------------------- |
| Барановськ, село                     | 156                    | 126                    |
| Лісоучасток Саранна, населений пункт | 256                    | 195                    |
| Нижній Кокуй, село                   | 346                    | 308                    |